# Канада на летних Олимпийских играх 2000
Канада на летних Олимпийских играх 2000 была представлена 249 спортсменами. По сравнению с Олимпиадой в Атланте сборная Канады завоевала на 8 серебряных медалей.

## Награды

### Золото
| Золото |                               |                           |
| №      | Спортсмены                    | Вид спорта (дисциплина)   |
| 1      | Даниэль Игали                 | Вольная борьба (до 69 кг) |
| 2      | Себастьен Ларо Даниэль Нестор | Теннис (пары, мужчины)    |
| 3      | Саймон Уитлфилд               | Триатлон (мужчины)        |

### Серебро
| Серебро |                            |                                           |
| №       | Спортсмены                 | Вид спорта (дисциплина)                   |
| 1       | Каролин Брюне              | Гребля на байдарках и каноэ (1000 м, Б-1) |
| 2       | Николя Жиль                | Дзюдо (до 100 кг)                         |
| 3       | Эмили Хейманс Анн Монтмини | Прыжки в воду (синхронные, вышка)         |

### Бронза
| Бронза | |                                           |
| №      | Спортсмены | Вид спорта (дисциплина)                   |
| 1      | Эмма Робинсон, Баффи Александер, Тереза Люк, Хизер Макдермид, Лесли Томпсон, Дорота Урбаняк, Хизер Дэвис, Ларисса Бизенталь, Элисон Корн | Академическая гребля (восьмёрка)          |
| 2      | Стивен Джайлз | Гребля на байдарках и каноэ (1000 м, К-1) |
| 3      | Кёртис Майден | Плавание (400 м, комплексное)             |
| 4      | Анн Монтмини | Прыжки в воду (вышка)                     |
| 5      | Мэттью Торжон | Прыжки на батуте (мужчины)                |
| 6      | Карен Кокбёрн | Прыжки на батуте (женщины)                |
| 7      | Кристин Норманд, Эрин Чан, Ясинта Тайллон, Рейдун Татам, Джессика Чейз, Катерин Жарко, Фанни Леторно, Лайн Бомон, Клэр Карвер-Диас       | Синхронное плавание (группы)              |
| 8      | Доминик Босшарт | Тхэквондо (свыше 67 кг)                   |

## Результаты соревнований

### Академическая гребля
В следующий раунд из каждого заезда проходили несколько лучших экипажей (в зависимости от дисциплины). В финал A выходили 6 сильнейших экипажей, остальные разыгрывали места в утешительных финалах B-D.
Мужчины
| Соревнование  | Спортсмены                    | Предварительный заезд | Предварительный заезд | Предварительный заезд | Отборочный заезд | Отборочный заезд | Отборочный заезд | Полуфинал      | Полуфинал      | Полуфинал      | Финал   | Финал   | Итоговое место |
| Соревнование  | Спортсмены                    | Заезд                 | Время                 | Место                 | Заезд            | Время            | Место            | Заезд          | Время          | Место          | Время   | Место   | Итоговое место |
| ------------- | ----------------------------- | --------------------- | --------------------- | --------------------- | ---------------- | ---------------- | ---------------- | -------------- | -------------- | -------------- | ------- | ------- | -------------- |
| одиночки      | Дерек Портер                  | 1                     | 7:02,24               | 1 Q                   | Не участвовал    | Не участвовал    | Не участвовал    | Полуфинал A/B  | Полуфинал A/B  | Полуфинал A/B  | Финал A | Финал A | 4              |
| одиночки      | Дерек Портер                  | 1                     | 7:02,24               | 1 Q                   | Не участвовал    | Не участвовал    | Не участвовал    | 1              | 7:00,82        | 2 Q            | 6:51,10 | 4       | 4              |
| двойки        | Фил Грэм Анри Херинг          | 3                     | 6:48,42               | 3 Q                   | не участвовали   | не участвовали   | не участвовали   | 1              | 6:33,22        | 4              | Финал B | Финал B | 7              |
| двойки        | Фил Грэм Анри Херинг          | 3                     | 6:48,42               | 3 Q                   | не участвовали   | не участвовали   | не участвовали   | 1              | 6:33,22        | 4              | 6:33,60 | 1       | 7              |
| двойки парные | Тодд Халлетт Доминик Сейтерль | 1                     | 6:35,41               | 4                     | 2                | 6:35,04          | 4 QC             | не участвовали | не участвовали | не участвовали | Финал C | Финал C | 13             |
| двойки парные | Тодд Халлетт Доминик Сейтерль | 1                     | 6:35,41               | 4                     | 2                | 6:35,04          | 4 QC             | не участвовали | не участвовали | не участвовали | 6:28,61 | 1       | 13             |

### Борьба
Мужчины
Вольная борьба
| Соревнование | Спортсмены   | Групповой этап             | Групповой этап             | Групповой этап          | Групповой этап | 1/4 финала           | 1/2 финала           | Финал                | Итоговое место |
| Соревнование | Спортсмены   | Соперник Результат         | Соперник Результат         | Соперник Результат      | Место          | Соперник Результат   | Соперник Результат   | Соперник Результат   | Итоговое место |
| ------------ | ------------ | -------------------------- | -------------------------- | ----------------------- | -------------- | -------------------- | -------------------- | -------------------- | -------------- |
| до 85 кг     | Джастин Абду | Группа 5                   | Группа 5                   | Группа 5                | Группа 5       | завершил выступление | завершил выступление | завершил выступление | 13             |
| до 85 кг     | Джастин Абду | LATИ. Самушонок В 3:1 (PP) | KAZМ. Куруглиев П 1:3 (PP) | CUBЙ. Ромеро П 0:3 (PO) | 4              | завершил выступление | завершил выступление | завершил выступление | 13             |

### Велоспорт

#### Трековый велоспорт
Победители определялись по результатам одного соревновательного дня. В гите победителей определяли по лучшему времени, показанному на определённой дистанции, а в гонке по очкам и мэдисоне по количеству набранных баллов.
Мужчины
| Спортсмен  | Соревнование | Результат         | Место |
| Спортсмен  | Соревнование | Время Очки        | Место |
| ---------- | ------------ | ----------------- | ----- |
| Джим Фишер | Гит с места  | 1:05,835 (+4,226) | 12    |

Женщины
| Спортсмен       | Соревнование | Результат       | Место |
| Спортсмен       | Соревнование | Время Очки      | Место |
| --------------- | ------------ | --------------- | ----- |
| Таня Дубникофф  | Гит с места  | 35,486 (+1,346) | 8     |
| Лори-Энн Мензер | Гит с места  | 35,846 (+1,704) | 13    |

### Гребля на байдарках и каноэ
Спортсменов — 2

#### Гребной слалом
Мужчины
| Соревнование | Спортсмены                | Предварительный этап | Предварительный этап | Предварительный этап | Предварительный этап | Предварительный этап | Предварительный этап | Предварительный этап | Предварительный этап | Финал                 | Финал                 | Финал                 | Финал                 | Финал                 | Финал                 | Финал                 | Финал                 |
| Соревнование | Спортсмены                | 1 попытка            | 1 попытка            | 1 попытка            | 2 попытка            | 2 попытка            | 2 попытка            | Сумма                | Место                | 1 попытка             | 1 попытка             | 1 попытка             | 2 попытка             | 2 попытка             | 2 попытка             | Сумма                 | Место                 |
| Соревнование | Спортсмены                | Время                | Штраф                | Итог                 | Время                | Штраф                | Итог                 | Сумма                | Место                | Время                 | Штраф                 | Итог                  | Время                 | Штраф                 | Итог                  | Сумма                 | Место                 |
| ------------ | ------------------------- | -------------------- | -------------------- | -------------------- | -------------------- | -------------------- | -------------------- | -------------------- | -------------------- | --------------------- | --------------------- | --------------------- | --------------------- | --------------------- | --------------------- | --------------------- | --------------------- |
| К-2          | Бенуа Готье Тайлер Лоулор | 156,57               | 6                    | 163,67               | 148,54               | 0                    | 148,54               | 311,11               | 9                    | Завершили выступление | Завершили выступление | Завершили выступление | Завершили выступление | Завершили выступление | Завершили выступление | Завершили выступление | Завершили выступление |

### Дзюдо
Спортсменов — 3
Соревнования по дзюдо проводились по системе на выбывание. В утешительные раунды попадали спортсмены, проигравшие полуфиналистам турнира. Два спортсмена, одержавших победу в утешительном раунде, в поединке за бронзу сражались с проигравшими в полуфинале.
Женщины
| Спортсмен       | Категория | 1/16               | 1/8                                     | Четвертьфиналы     | Полуфиналы         | Первый доп. раунд                  | Утешительный четвертьфинал            | Утешительный полуфинал | За 3 место Финал   | Место |
| Спортсмен       | Категория | Соперник Результат | Соперник Результат                      | Соперник Результат | Соперник Результат | Соперник Результат                 | Соперник Результат                    | Соперник Результат     | Соперник Результат | Место |
| --------------- | --------- | ------------------ | --------------------------------------- | ------------------ | ------------------ | ---------------------------------- | ------------------------------------- | ---------------------- | ------------------ | ----- |
| Люси Байлларжон | до 52 кг  |                    | Норико Накадзаки (JPN) пор. 0001 — 1001 | Не прошла          | Не прошла          | Чан Чае Сим (KOR) поб. 1001 — 0001 | Салима Суакри (ALG) пор. 0011 — 0011+ | Не прошла              | Не прошла          | 9     |

| Соревнование | Спортсмены      | Первый раунд       | 1/8 финала                        | Четвертьфинал         | Полуфинал             | Финал                 | Место |
| Соревнование | Спортсмены      | Соперник Результат | Соперник Результат                | Соперник Результат    | Соперник Результат    | Соперник Результат    | Место |
| ------------ | --------------- | ------------------ | --------------------------------- | --------------------- | --------------------- | --------------------- | ----- |
| до 57 кг     | Мишель Бакингем | Не участвовала     | Т. Феррейра (BRA) П 0001 — 0100   | Завершила выступление | Завершила выступление | Завершила выступление | —     |
| до 63 кг     | Софи Роберж     | Не участвовала     | С. Ванденэнде (FRA) П 0001 — 1001 | Завершила выступление | Завершила выступление | Завершила выступление | 13    |
| до 63 кг     | Софи Роберж     | Не участвовала     | Утешительный турнир               | Завершила выступление | Завершила выступление | Завершила выступление | 13    |
| до 63 кг     | Софи Роберж     | Не участвовала     | Чон Сон Сук (KOR) П 0000 — 1001   | Завершила выступление | Завершила выступление | Завершила выступление | 13    |

### Плавание
Спортсменов — 21
В следующий раунд на каждой дистанции проходили лучшие спортсмены по времени, независимо от места занятого в своём заплыве.
Мужчины
| Спортсмен                                         | Соревнование          | Предварительные заплывы | Предварительные заплывы | Полуфиналы | Полуфиналы | Финал     | Финал     |
| Спортсмен                                         | Соревнование          | Результат               | Место                   | Результат  | Место      | Результат | Место     |
| ------------------------------------------------- | --------------------- | ----------------------- | ----------------------- | ---------- | ---------- | --------- | --------- |
| Рик Сэй                                           | 200 м вольный стиль   | 1:48,62                 | 5                       | 1:48,50    | 5          | 1:48,76   | 7         |
| Марк Джонстон                                     | 200 м вольный стиль   | 1:50,92                 | 21                      |            |            | Не прошёл | Не прошёл |
| Рик Сэй                                           | 400 м вольный стиль   | 3:52,72                 | 15                      |            |            | Не прошёл | Не прошёл |
| Марк Джонстон                                     | 400 м вольный стиль   | 3:54,99                 | 21                      |            |            | Не прошёл | Не прошёл |
| Крис Рено                                         | 100 м на спине        | 55,85                   | 14                      | 55,70      | 11         | Не прошёл | Не прошёл |
| Марк Версфельд                                    | 100 м на спине        | 56,50                   | 25                      | Не прошёл  | Не прошёл  | Не прошёл | Не прошёл |
| Морган Нейб                                       | 100 м брасс           | 1:01,81                 | 6                       | 1:01,70    | 7          | 1:01,58   | 6         |
| Кёртис Майден                                     | 400 м комплекс        | 4:16,55                 | 3                       |            |            | 4:15,33   | 3         |
| Оуэн Фон Рихтер                                   | 400 м комплекс        | 4:25,70                 | 29                      |            |            | Не прошёл | Не прошёл |
| Крейг Хатчинсон Робби Тэйлор Рик Сэй Янник Люпьен | 4х100 м вольный стиль | 3:21,98                 | 13                      |            |            | Не прошли | Не прошли |

Женщины
| Спортсменка                                                 | Соревнование          | Предварительные заплывы | Предварительные заплывы | Полуфиналы | Полуфиналы | Финал     | Финал     |
| Спортсменка                                                 | Соревнование          | Результат               | Место                   | Результат  | Место      | Результат | Место     |
| ----------------------------------------------------------- | --------------------- | ----------------------- | ----------------------- | ---------- | ---------- | --------- | --------- |
| Карин Легот                                                 | 400 м вольным стилем  | 4:15,55                 | 19                      |            |            | Не прошла | Не прошла |
| Джен Баттон                                                 | 100 м баттерфляем     | 1:00,83                 | 20                      | Не прошла  | Не прошла  | Не прошла | Не прошла |
| Джессика Дегло                                              | 100 м баттерфляем     | 1:00,97                 | 21                      | Не прошла  | Не прошла  | Не прошла | Не прошла |
| Келли Стефанишин                                            | 100 м на спине        | 1:02,78                 | 12                      | 1:02,35    | 10         | Не прошла | Не прошла |
| Мишель Лищински                                             | 100 м на спине        | 1:02,89                 | 14                      | 1:02,55    | 13         | Не прошла | Не прошла |
| Кристин Петельски                                           | 100 м брасс           | 1:09,57                 | 10                      | 1:09,54    | 10         | Не прошла | Не прошла |
| Рианнон Лэйер                                               | 100 м брасс           | 1:09,68                 | 12                      | 1:09,63    | 11         | Не прошла | Не прошла |
| Джоанн Малар                                                | 400 м комплекс        | 4:42,65                 | 6                       |            |            | 4:45,17   | 7         |
| Марианн Лимперт Шеннон Шейкспир Лора Никольс Джессика Дегло | 4х100 м вольный стиль | 3:43,82                 | 7                       |            |            | 3:42,92   | 7         |

### Прыжки в воду
Спортсменов — 7
В индивидуальных прыжках в предварительных раундах складывались результаты квалификации и полуфинальных прыжков. По их результатам в финал проходило 12 спортсменов. В финале они начинали с результатами полуфинальных прыжков.
В синхронных прыжках спортсмены стартовали сразу с финальных прыжков
Мужчины
| Спортсмен         | Соревнование | Квалификация | Квалификация | Полуфинал | Полуфинал | Всего     | Финал     | Финал     | Всего  | Место |
| Спортсмен         | Соревнование | Очков        | Место        | Очков     | Место     | Всего     | Очков     | Место     | Всего  | Место |
| ----------------- | ------------ | ------------ | ------------ | --------- | --------- | --------- | --------- | --------- | ------ | ----- |
| Джефф Либерти     | трамплин     | 375,06       | 19           | Не прошёл | Не прошёл | Не прошёл | Не прошёл | Не прошёл | 375,06 | 19    |
| Александр Деспати | вышка        | 436,86       | 6            | 188,28    | 6         | 625,14    | 464,07    | 4         | 652,35 | 4     |
| Кристофер Калец   | вышка        | 388,50       | 17           | 175,02    | 17        | 563,52    | Не прошёл | Не прошёл | 563,52 | 17    |

Женщины
| Спортсмен                  | Соревнование        | Квалификация | Квалификация | Полуфинал | Полуфинал | Всего     | Финал     | Финал     | Всего  | Место |
| Спортсмен                  | Соревнование        | Очков        | Место        | Очков     | Место     | Всего     | Очков     | Место     | Всего  | Место |
| -------------------------- | ------------------- | ------------ | ------------ | --------- | --------- | --------- | --------- | --------- | ------ | ----- |
| Блит Хартли                | трамплин            | 295,98       | 7            | 219,00    | 10        | 514,98    | 304,05    | 10        | 523,05 | 10    |
| Эрин Балмер                | трамплин            | 258,93       | 20           | Не прошла | Не прошла | Не прошла | Не прошла | Не прошла | 258,93 | 20    |
| Анн Монтмини               | вышка               | 339,93       | 3            | 185,88    | 3         | 525,81    | 354,27    | 2         | 540,15 |       |
| Эмили Хейманс              | вышка               | 333,78       | 4            | 182,64    | 5         | 516,42    | 329,28    | 4         | 511,92 | 5     |
| Эйрин Балмер Блит Хартли   | синхронный трамплин |              |              |           |           |           |           |           | 279,00 | 5     |
| Эмили Хейманс Анн Монтмини | синхронная вышка    |              |              |           |           |           |           |           | 312,03 |       |

### Стрельба
Всего спортсменов — 4
После квалификации лучшие спортсмены по очкам проходили в финал, где продолжали с очками, набранными в квалификации. В некоторых дисциплинах квалификация не проводилась. Там спортсмены выявляли сильнейшего в один раунд.
Мужчины
| Спортсмен   | Соревнование | Квалификация | Место | Финал     | Место     | Всего | Место |
| ----------- | ------------ | ------------ | ----- | --------- | --------- | ----- | ----- |
| Джордж Лири | Трап         | 114          | 9     | Не прошёл | Не прошёл | 114   | 9     |

Женщины
| Спортсмен    | Соревнование   | Квалификация | Место | Финал     | Место     | Всего | Место |
| ------------ | -------------- | ------------ | ----- | --------- | --------- | ----- | ----- |
| Шэрон Боус   | Винтовка, 10 м | 389          | 32    | Не прошла | Не прошла | 389   | 32    |
| Кэри Джонсон | Винтовка, 10 м | 381          | 48    | Не прошла | Не прошла | 381   | 48    |
| Ким Иглс     | Пистолет, 10 м | 366          | 39    | Не прошла | Не прошла | 366   | 39    |

### Триатлон
Спортсменов — 4
Триатлон дебютировал в программе летних Олимпийских игр. Соревнования состояли из 3 этапов — плавание (1,5 км), велоспорт (40 км), бег (10 км).
Мужчины
| Спортсмен       | Соревнование      | Плавание | Велоспорт | Бег      | Итоговое время | Место | Отставание |
| --------------- | ----------------- | -------- | --------- | -------- | -------------- | ----- | ---------- |
| Саймон Уитлфилд | личное первенство | 18:18,09 | 59:12,20  | 30:53,73 | 1:48:24,02     |       | —          |

Женщины
| Спортсмен         | Соревнование      | Плавание | Велоспорт  | Бег      | Итоговое время | Место | Отставание |
| ----------------- | ----------------- | -------- | ---------- | -------- | -------------- | ----- | ---------- |
| Изабель Туркотт   | личное первенство | 20:59,98 | 1:08:37,10 | 38:52,41 | 2:08:29,49     | 31    | +07:48,97  |
| Шерон Доннелли    | личное первенство | 20:32,48 | 1:14:41,50 | 39:21,61 | 2:14:35,59     | 38    | +13:55,07  |
| Кароль Монтгомери | личное первенство | 20:33,18 | DNF        | DNF      | DNF            | —     | —          |

### Фехтование
Спортсменов — 2
В индивидуальных соревнованиях спортсмены сражаются три раунда по три минуты, либо до того момента, как один из спортсменов нанесёт 15 уколов. В командных соревнованиях поединок идёт 9 раундов по 4 минуты каждый, либо до 45 уколов. Если по окончании времени в поединке зафиксирован ничейный результат, то назначается дополнительная минута до «золотого» укола.
Мужчины
| Соревнование         | Спортсмены    | 1/32 финала                      | 1/16 финала                        | 1/8 финала           | Четвертьфиналы       | Полуфиналы           | Финал матч за 3-е место | Место |
| Соревнование         | Спортсмены    | Соперник Результат               | Соперник Результат                 | Соперник Результат   | Соперник Результат   | Соперник Результат   | Соперник Результат      | Место |
| -------------------- | ------------- | -------------------------------- | ---------------------------------- | -------------------- | -------------------- | -------------------- | ----------------------- | ----- |
| Индивидуальная шпага | Лори Шон (26) | Дэвид Натан (AUS) (39) поб. 15:8 | Аттила Фекете (HUN) (7) пор. 13:14 | Завершил выступление | Завершил выступление | Завершил выступление | Завершил выступление    | 28    |

Женщины
| Соревнование         | Спортсмены         | 1/32 финала        | 1/16 финала                             | 1/8 финала            | Четвертьфиналы        | Полуфиналы            | Финал матч за 3-е место | Место |
| Соревнование         | Спортсмены         | Соперник Результат | Соперник Результат                      | Соперник Результат    | Соперник Результат    | Соперник Результат    | Соперник Результат      | Место |
| -------------------- | ------------------ | ------------------ | --------------------------------------- | --------------------- | --------------------- | --------------------- | ----------------------- | ----- |
| Индивидуальная шпага | Шеррейн Шальм (12) | не участвовала     | Санджита Трипатхи (FRA) (21) пор. 13:15 | Завершила выступление | Завершила выступление | Завершила выступление | Завершила выступление   | 19    |

### Хоккей на траве
Спортсменов — 16

#### Мужчины
Состав команды
| №              | Имя                | Клуб                | Дата рождения    | Возраст | Игр     | Голов   |
| Вратари        | Вратари            | Вратари             | Вратари          | Вратари | Вратари | Вратари |
| -------------- | ------------------ | ------------------- | ---------------- | ------- | ------- | ------- |
| 1              | Гари Кэнт          | Лайонс Филд         | 23 августа 1969  | 31      | 1       | -3      |
| 2              | Майк Мауд          | Вест Ванкувер       | 11 ноября 1975   | 24      | 6       | -13     |
| Полевые игроки |                    |                     |                  |         |         |         |
| 3              | Иан Бёрд           | Вест Ванкувер       | 18 марта 1970    | 30      | 6       | 1       |
| 4              | Алан Брамст        | Уленхорстер         | 27 сентября 1965 | 34      | 7       | 0       |
| 5              | Робин Д’Абрео      | ХК Торонто          | 3 марта 1975     | 25      | 7       | 0       |
| 6              | Крис Гиффорд       | Вест Ванкувер       | 20 марта 1966    | 34      | 7       | 1       |
| 8              | Эндрю Гриффитс     | ХК Торонто          | 11 января 1969   | 31      | 7       | 0       |
| 9              | Кен Перейра        | Гоа Редс Миссиссога | 12 июля 1973     | 27      | 7       | 3       |
| 10             | Скотт Мошер        | Ванкувер Хоукс      | 25 октября 1973  | 26      | 7       | 0       |
| 11             | Питер Милкович (к) | ХК Бильтовен        | 17 октября 1966  | 33      | 7       | 2       |
| 12             | Бинди Сингх Куллар | Индия Клуб          | 11 января 1976   | 24      | 7       | 1       |
| 13             | Роберт Шорт        | ХК Вассенар         | 11 августа 1972  | 28      | 7       | 0       |
| 14             | Ронни Джегдэй      | Ванкувер Хоукс      | 21 сентября 1978 | 21      | 7       | 0       |
| 15             | Шон Кэмпбелл       | Виктория Селектс    | 11 апреля 1973   | 27      | 7       | 1       |
| 18             | Пол Уэттлауфер     | Вест Ванкувер       | 28 января 1978   | 22      | 7       | 1       |
| 21             | Рэвиндер Кэлон     | Виктория Селектс    | 15 мая 1979      | 21      | 4       | 0       |
| Главный тренер |                    |                     |                  |         |         |         |
| Флаг Канады    | Шиаз Вирджи        | Шиаз Вирджи         |                  |         |         |         |

Результаты
Группа A
| Место | Команда        | И | В | Н | П | ГЗ | ГП | +/- | Очки |
| ----- | -------------- | - | - | - | - | -- | -- | --- | ---- |
| 1     | Пакистан       | 5 | 2 | 3 | 0 | 15 | 6  | +9  | 9    |
| 2     | Нидерланды     | 5 | 2 | 2 | 1 | 11 | 8  | +3  | 8    |
| 3     | Германия       | 5 | 2 | 2 | 1 | 7  | 6  | +1  | 8    |
| 4     | Великобритания | 5 | 1 | 2 | 2 | 8  | 16 | -8  | 5    |
| 5     | Малайзия       | 5 | 0 | 4 | 1 | 5  | 6  | −1  | 4    |
| 6     | Канада         | 5 | 0 | 3 | 2 | 7  | 11 | −4  | 3    |

| 16 сентября 2000 18:30            | \| Канада \| 2:2 (2:2) Отчёт \| Пакистан \| \| Кен Перейра 5' · Шон Кэмпбелл 22' \| Голы \| Камран Ашраф 16' · Сохаил Аббас 34' \| | Сидней Сиднейский хоккейный центр Судьи: Хан Чжин Су Дональд Приор |
| Канада                            | 2:2 (2:2) Отчёт | Пакистан                                                           |
| Кен Перейра 5' · Шон Кэмпбелл 22' | Голы | Камран Ашраф 16' · Сохаил Аббас 34'                                |

| 18 сентября 2000 15:30 | \| Канада \| 1:2 (0:0) Отчёт \| Германия \| \| Бинди Сингх Куллар 61' \| Голы \| Бьорн Михел 62' · Ульрих Мойссль 34' \| | Сидней Сиднейский хоккейный центр Судьи: Сантьяго Део Мюррей Грайм |
| Канада                 | 1:2 (0:0) Отчёт | Германия                                                           |
| Бинди Сингх Куллар 61' | Голы | Бьорн Михел 62' · Ульрих Мойссль 34'                               |

| 20 сентября 2000 13:30               | \| Канада \| 2:5 (1:1) Отчёт \| Нидерланды \| \| Кен Перейра 18' · Питер Милкович 45' \| Голы \| Тён де Нойер 12', 64' · Брамс Ломанс 35' · Стефан Вин 41' · Ремко ван Вейк 51' \| | Сидней Сиднейский хоккейный центр Судьи: Мюррей Грайм Хан Чжин Су              |
| Канада                               | 2:5 (1:1) Отчёт | Нидерланды                                                                     |
| Кен Перейра 18' · Питер Милкович 45' | Голы | Тён де Нойер 12', 64' · Брамс Ломанс 35' · Стефан Вин 41' · Ремко ван Вейк 51' |

| 24 сентября 2000 19:00 | \| Канада \| 1:1 (1:0) Отчёт \| Великобритания \| \| Кен Перейра 4' \| Голы \| Данни Холл 44' \| | Сидней Сиднейский хоккейный центр Судьи: Эдуардо Руис Хенрик Элерс |
| Канада                 | 1:1 (1:0) Отчёт                                                                                  | Великобритания                                                     |
| Кен Перейра 4'         | Голы                                                                                             | Данни Холл 44'                                                     |

| 26 сентября 2000 10:30 | \| Канада \| 1:1 (1:0) Отчёт \| Малайзия \| \| Питер Милкович 27' \| Голы \| Анвар Чаирил 59' \| | Сидней Сиднейский хоккейный центр Судьи: Джейсон Маккрэкен Эдуардо Руис |
| Канада                 | 1:1 (1:0) Отчёт                                                                                  | Малайзия                                                                |
| Питер Милкович 27'     | Голы                                                                                             | Анвар Чаирил 59'                                                        |

Матч за 9-12 место
| 28 сентября 2000 17:30                               | \| Канада \| 3:2 (0:1) Отчёт \| Польша \| \| Крис Гиффорд 37' · Пол Уэттлауфер 39' · Иан Бёрд 59' \| Голы \| Кшиштоф Выберальский 23' · Эугениуш Гачковский 45' \| | Сидней Сиднейский хоккейный центр Судьи: Хенрик Элерс Амрджит Сингх |
| Канада                                               | 3:2 (0:1) Отчёт | Польша                                                              |
| Крис Гиффорд 37' · Пол Уэттлауфер 39' · Иан Бёрд 59' | Голы | Кшиштоф Выберальский 23' · Эугениуш Гачковский 45'                  |

Матч за 9-е место
| 30 сентября 2000 14:00 | \| Канада \| 0:3 (0:2) Отчёт \| Испания \| \| \| Голы \| Хавьер Рибас 6' · Эдуард Тубау 19' · Хуан Эскарре 56' \| | Сидней Сиднейский хоккейный центр Судьи: Рихард Вольтер Эрик Денис |
| Канада                 | 0:3 (0:2) Отчёт                                                                                                   | Испания                                                            |
|                        | Голы | Хавьер Рибас 6' · Эдуард Тубау 19' · Хуан Эскарре 56'              |

Итог: 10-е место